# Orseolia graminicola
Orseolia graminicola är en tvåvingeart som först beskrevs av Jean-Jacques Kieffer och Leeuwen-reijnvaan 1910.  Orseolia graminicola ingår i släktet Orseolia och familjen gallmyggor. Inga underarter finns listade i Catalogue of Life.